# Izbiszcze
Izbiszcze – wieś w Polsce położona nad rzeką Narew, w województwie podlaskim, w powiecie białostockim, w gminie Choroszcz.
Wieś dóbr goniądzko-rajgrodzkich Mikołaja II Radziwiłła, w 1795 roku położona była w ziemi bielskiej województwa podlaskiego. W latach 1975–1998 miejscowość administracyjnie należała do województwa białostockiego.
Wierni kościoła rzymskokatolickiego należą do parafii Najświętszego Serca Pana Jezusa w Konowałach.

## Klub Sportowy
LZS (Ludowy Zespół Sportowy) Izbiszcze - charakteryzuje się zielono-czarnymi barwami. Został założony w 1973.